# Залишити слід
«Залишити слід» (рос. «Оставить след») — радянський художній фільм 1982 року, знятий на кіностудії «Мосфільм».

## Сюжет
Студентка Ніна Денисова разом з концертною бригадою приїжджає на будівництво залізниці. Тут вона зустрічає свого колишнього однокласника, в якого таємно закохана і вирішує залишитися на будівництві. Ніна не відразу зрозуміє, що через Толіка не варто кидати інститут і змінювати своє життя, але про своє рішення не пошкодує.

## У ролях
- Світлана Колишева —  Ніна
- Сергій Проханов —  Толік
- Іван Рижов —  Захарушкін
- Лев Пригунов —  Воробйов
- Олександр Сафронов[ru] —  Борис
- Тетяна Догілева —  Томка
- Наталія Потапова —  Зіна
- Микола Пеньков —  Ємельянов
- Ігор Ясулович —  Менеес
- Любов Соколова —  Поліна Петрівна
- Леонід Трутнєв —  епізод

## Знімальна група
- Режисер: Герман Лавров
- Сценарій: Олександр Розін
- Оператор: Михайло Біц
- Композитор:  Ісаак Шварц
- Текст пісень Булат Окуджава